# 노벨 경제학상

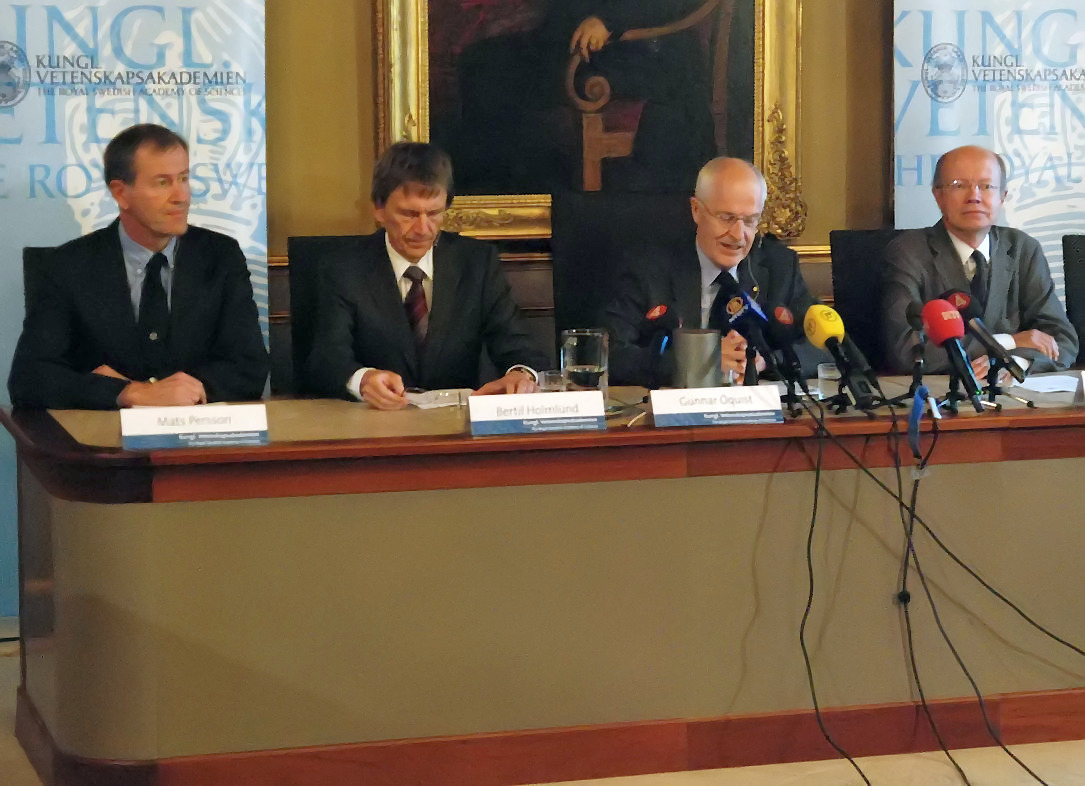
노벨 경제학상 수상자 발표 기자회견 모습(2008년)

알프레드 노벨을 기념하는 스웨덴 국립은행 경제학상(스웨덴어: Sveriges Riksbanks pris i ekonomisk vetenskap till Alfred Nobels minne, 영어: Sveriges Riksbank Prize in Economic Sciences in Memory of Alfred Nobel)은 1968년 스웨덴 국립은행이 창립 300주년을 기념하는 경제학상을 제정한 이래 1969년부터 경제학 분야에서 뚜렷한 지적 공헌을 한 사람에게 매년 수여하고 있다. 노벨 경제학상(스웨덴어: Nobelpriset i ekonomi, 영어: Nobel Prize in Economics) 또는 노벨 기념 경제학상(영어:  Nobel Memorial Prize in Economic Sciences)이라고 줄여서 부르기도 한다.
다른 분야의 노벨상과는 달리 알프레드 노벨의 유언에 의해 시작된 상은 아니다. 따라서 나머지 5개 분야의 상과 달리 ‘Nobel Prize’라는 정식 명칭을 쓰지 않으며, 상금도 다른 분야의 노벨상과 달리 노벨 재단에서 수여되지 않는다.
경제학상 수상자들은 노벨 물리학상, 노벨 화학상, 노벨 생리학·의학상, 노벨 문학상 수상자들과 함께 12월 10일 스톡홀름에서 스웨덴 국왕으로부터 증서와 메달을 받는다. 상금은 다른 상들의 금액과 동일하다.

## 수상 과정
경제학상 수상자들은 물리학상과 화학상 수상자들처럼 스웨덴 왕립 고등 과학원에서 선정된다. 경제학상을 위한 지명은 다섯명에서 여덟명으로 구성된 위원회에서 매년 약 백명 정도의 생존하는 사람들에게 부여하며 최종 인가는 스웨덴 왕립 고등 과학원에서 한다. 한 해에는 세명 이상이 공동 수상할 수 없다. 마지막 시상은 스웨덴 스톡홀롬에서 주어지며, 1,050만 크로나 (2024년 2월 현재 94만 유로)에 상당하는 상금과 함께 주어진다.

## 논란
경제학상에 대한 논란은 다음과 같은 문제들에서 발생한다.
1. 노벨의 유언에 명시되지 않았음에도 불구하고 노벨의 이름을 사용하는 것이 시상 과정의 유사성에 의해 정당화 될 수 있는가?
2. 신진보 경제학에 대한 명시된 차별이 있었는가?
3. 경제학과 같은 사회과학에서의 객관적인 평가가 물리학, 화학, 생리학 및 의학, 문학에서에 비해 더 어려운가?
4. 대부분의 영향력 있는 경제학자들이 70년대와 80년대 초에 수상한 이후로 수상할 수 있는 후보들이 많이 약해지고, 그리하여 시상에 대한 논란이 가중되었는가?

노벨 경제학상에 대해 가장 활발한 비판을 가하는 사람 중 하나는 노벨 가문의 한 사람인 피터 노벨이다.

## 같이 보기
- 나라별 노벨상 수상자 목록